# Maharanga borii
Maharanga borii är en strävbladig växtart som först beskrevs av C. E. C. Fischer, och fick sitt nu gällande namn av I. M. Joknston. Maharanga borii ingår i släktet Maharanga och familjen strävbladiga växter. Inga underarter finns listade i Catalogue of Life.